# Кац, Джонатан
Джонатан Кац — американский киноактёр, комик и актёр озвучивания. Более всего известен главной ролью в анимационном ситкоме Доктор Кац. В настоящее время выпускает подкасты под названием Hey, We’re Back на сайте WKATZ.COM.

## Биография
Его отец был иммигрантом из Будапешта (Венгрия).
Изначально музыкант и автор песен, Кац был лидером ритм-н-блюз группы под названием «Katz and Jammers» перед тем как стал музыкальным директором Робина Уильямса в его стэндап камеди туре 1979 года. В 1998 году он выпустил блюзовый альбом Brandon Project. А в 2007 году Кац выпустил диск с выступлениями в качестве комика под названием Caffeinated.
Джонатан Кац принял участие в работе над комедийным биографическим фильмом Turbocharge, the Unauthorized Story of the Cars 2009 года о рок-группе 80-х The Cars. Там он озвучил роль снеговика Freezy, который ведёт рассказ на протяжении фильма с неповторимым юмором Каца.
Джонатан Кац — близкий друг прославленного драматурга Дэвида Мэмета вместе с которым они посещали колледж Goddard. Кац написал совместно с Маметом сценарий фильма Дом игр и играл небольшие роли в фильмах Мамета Всё меняется, Homicide, The Spanish Prisoner и Жизнь за кадром. Кац был чемпионом Нью-Йорка по настольному теннису 1964 года, они с Маметом часто ездили из колледжа в колледж играть в настольный теннис, и Кац позволял Мамету обыгрывать его. Друзья притворялись, что играют на деньги, а затем Мамет говорил людям: «Если хотите сыграть со мной, то для начала обыграйте моего друга». Иногда Кац давал своим противникам 15 очков форы и обещал вспоминать какой-нибудь болезненный опыт юности за каждое проигранное очко.

## Доктор Кац
Сериал Доктор Кац впервые транслировался на канале Comedy Central с 1995 года по 2000 год. В нём Кац озвучивал роль профессионального психотерапевта, пациентами которого были в основном другие комики и актёры. Он получил премию Эмми в связи с работой над мультсериалом в 1995 году за «Лучшее озвучивание». Также его голос можно услышать в мультсериале Домашнее видео.
Актёр пошутил в интервью редактору развлекательного журнала Blast, Бесси Кинг, об успехе его шоу Доктор Кац на Comedy Central и недавнем выпуске полных серий на DVD: «Я очень горд той работой и, ужасно люблю похвастаться знакомствами (англ. name dropper), когда снялся в фильме (прим. Ну что, приехали: Ремонт) вместе с Ice Cube летом (англ. over the summer), я сказал… Надеюсь, лучшая работа у меня ещё не позади, но, если и так, то я рад, что это был Доктор Кац».

## Болезнь
В 1996 году Кацу был поставлен диагноз рассеянный склероз. Первые симптомы начались в это же время: «Я работал над ТВ-шоу под названием Ink с Тедом Денсоном, после каждого эпизода мы выходили к публике, и я заметил, что мне нужна фора». C течением времени ему было всё труднее скрывать физическое состояние за своими шутками: «Мы делали шоу, и мне стало физически слишком сложно перемещаться с места на место, но приходилось притворяться, что я могу идти в ногу со всеми. Мой менеджер и адвокат сказал: 'В Голливуде ты не можешь быть старым или больным'».
Скрывать своё состояние стало слишком большой нагрузкой для Каца и он рассказал об этом. Он стал проводить публичные выступления в рамках тура спонсированного производителем медикаментов для лечения рассеянного склероза: «Люди оказывали большую поддержку; никто никогда не думал занять меня в динамичном фильме из-за моей работы — в основном связанной с миром анимации, но это не проблема, потому что как человек, я не могу бегать также быстро, как нарисованный персонаж, но я могу летать — буквально». Кац, который теперь перемещается на скутере и выступает на сцене с тростью, говорит, что не жалеет о своём решении: «Одной из причин по которой я раскрыл своё состояние было то, что намного проще жить с рассеянным склерозом, чем притворяться, что у тебя его нет. Если я смог убедить в этом каждого, то моя работа сделана».